# Waliou de Gomba
Waliou de Gomba de son nom de naissance Thierno Aliou Diallo, né vers 1829 à Mombeyah (Dalaba) et mort le 13 avril 1912 à Fotoba, fut un résistant à la pénétration coloniale et ouléma musulman du Fouta Djallon et fondateur de zaouia de Gomba (Kindia).

## Etudes et implication religieuse
Il apprend le coran auprès de Thierno Samba Mombeya et poursuit à Fougoumba et Timbo. il part compléter ses études au Sahel notamment en Mauritanie sur la théologie puis s'initie au soufisme dans le cadre de la confrérie Shu'ubiyya. À son retour au Fouta, il se rejoint à l’insurrection Hubbhu du Baïlo qui mettait en cause la suprématie des Almamy. Il fut un rescapé de la bataille de Boketo à laquelle une colonne de 20 000 hommes de l’Almamy Samory Touré avait participé pour aider à écraser la puissante rébellion. Ces forces venues à la rescousse étaient commandées par les grands chefs militaires Bankoroma Mamoudou et Mandé Mory, il prend la fuit en 1873 de Boketo, il songea d'abord à s'établir dans le Kébou situé à Télimélé. il décide de se rendre à Kindia dans la localité de Niarra non loin de Fello Yariya.

## Parcours de Walliou
En 1887, il fonda la zaouïa de Gomba qu’il baptisa Macina, et qui fut le centre de rayonnement de l’enseignement coranique et de la Shu'ubiyya dont il était devenu un grand maître. L'évolution du jeune dans la  principauté dissidente aiguisa la jalousie des Almamy du Fouta qui ne ménagèrent pas leurs forces pour lui perturber l’essor. Le 19 avril 1894, le Waliou de Gomba signa un traité qui plaça le Gomba sous protectorat français.

## Mort et sépulture
Avant d'être exécuté, il fut jugé, condamné à mort et mourut dans une cellule du bagne de Fotoba, aux iles de Loos le 13 avril 1912 dont son enterrement a été fait la nuit dans le plus grand secret,.

## Postérité
Sa sépulture est un lieu touristique  pour les guinéens notamment Bah Oury